# Japanischer Sagopalmfarn
Der Japanische Sagopalmfarn oder Japanische Palmfarn (Cycas revoluta) ist eine Art der Palmfarne mit länglich geformten Laubblättern. Er ist der am häufigsten als Zierpflanze verwendete Palmfarn und wird beispielsweise auch in Gärten am Mittelmeer kultiviert. Sein natürliches Verbreitungsgebiet liegt jedoch in Japan, natürliche Bestände in China könnten inzwischen verschwunden sein.

## Beschreibung

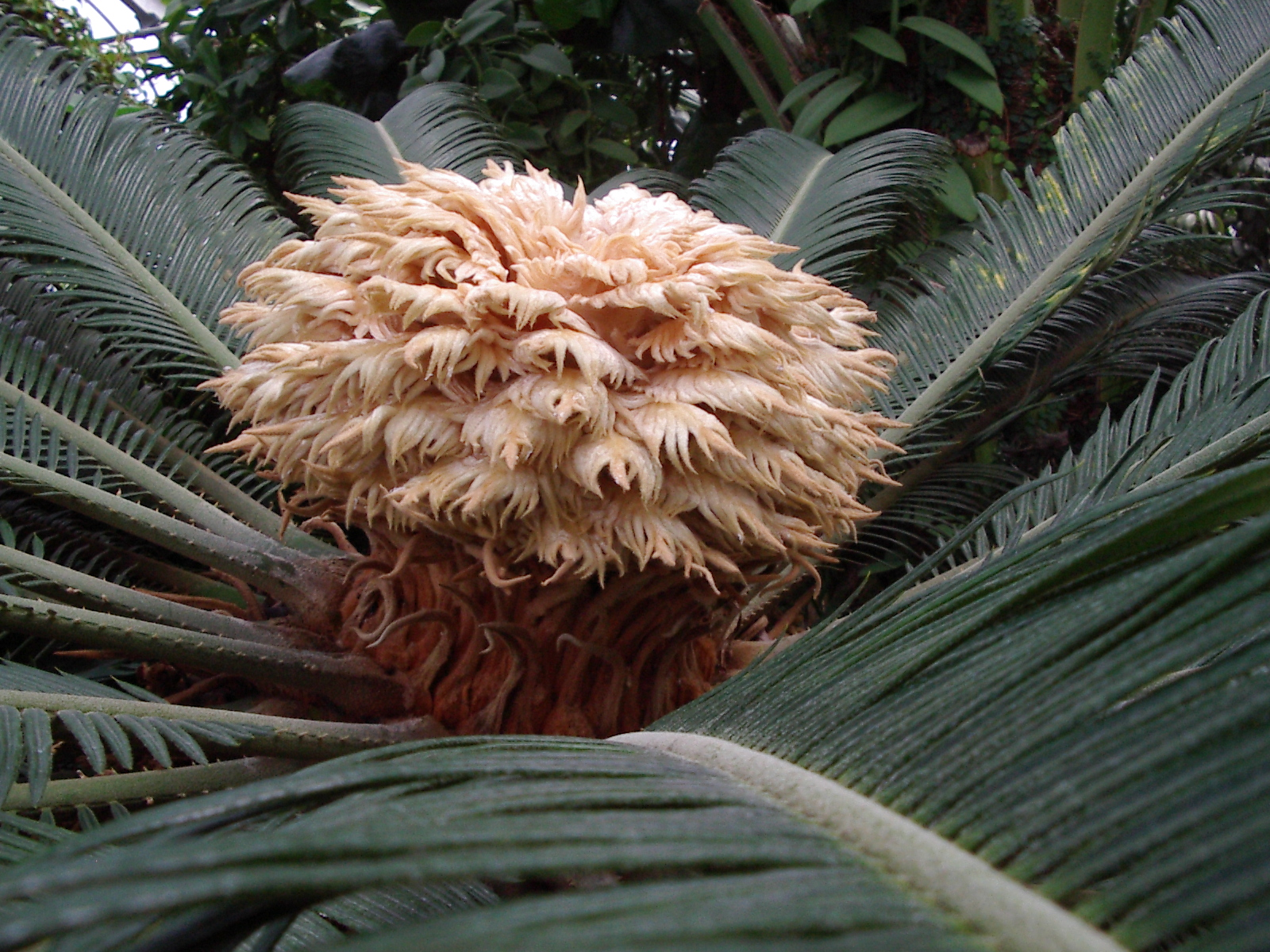
Weiblicher Blütenstand

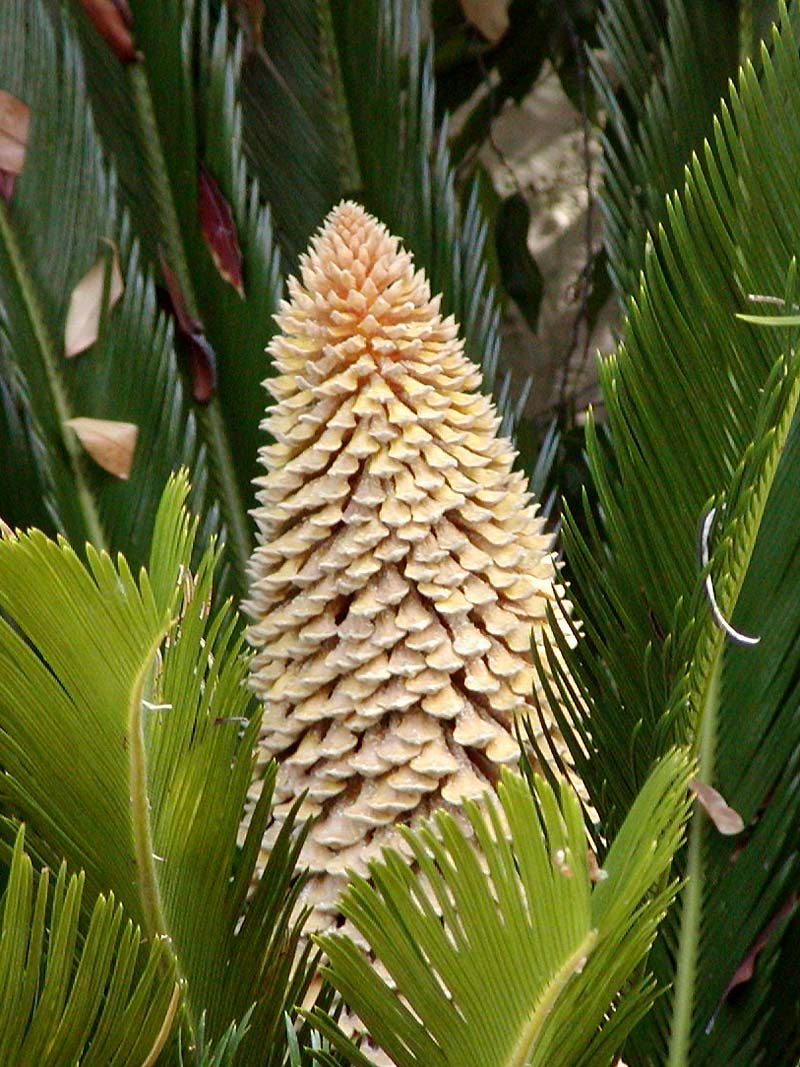
Männlicher Blütenstand

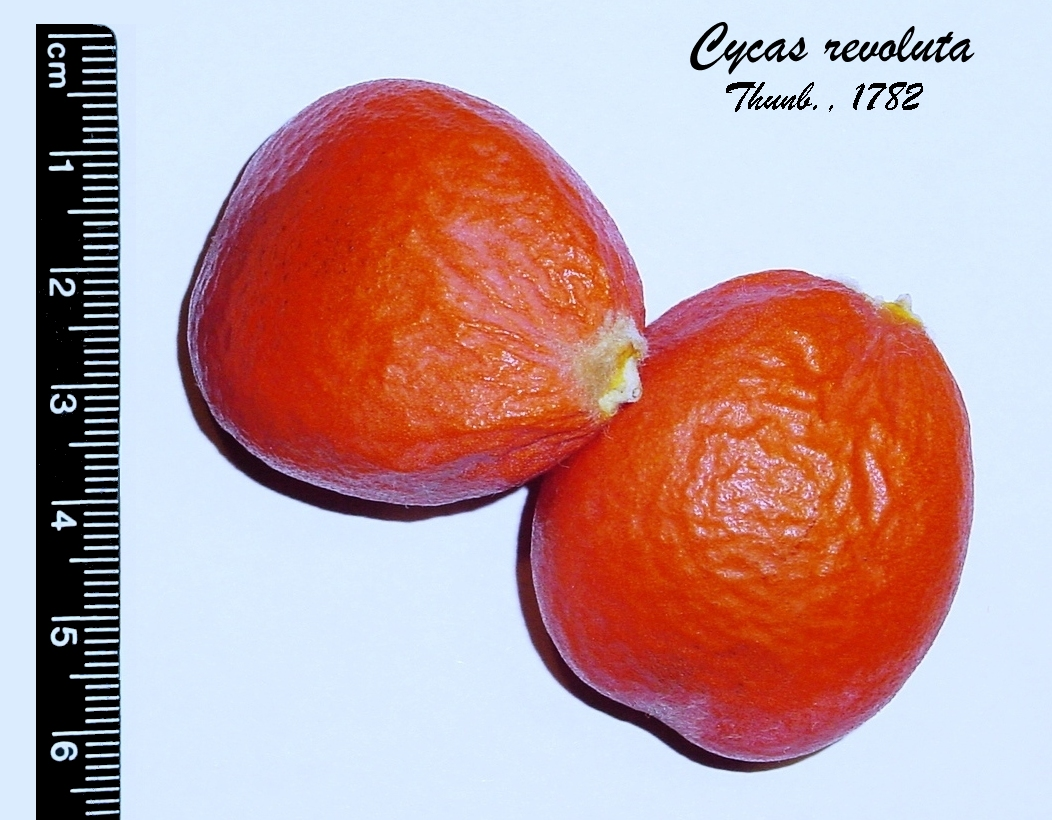
Samen

Der Japanische Sagopalmfarn bildet einen bis zu 3 selten bis zu 8 Meter hohen Stamm, der einen Durchmesser bis zu 45 selten bis zu 95 Zentimeter erreichen kann. Die Stammborke ist schwarzgrau und schuppig. Die 40 bis 100 selten auch mehr Laubblätter sind einfach gefiedert, 70 bis 140 selten bis zu 180 Zentimeter lang und 20 bis 25 selten bis zu 28 Zentimeter breit. Sie sind tiefgrün und etwas glänzend. Der Blattstiel ist im Querschnitt mehr oder weniger viereckig, 1 bis 2 Zentimeter breit und zeigt 6 bis 18 Stacheln entlang jeder Seite. Die Blattspreite ist länglich-lanzettlich bis elliptisch-lanzettlich, im Querschnitt deutlich V-förmig und nach unten gebogen. Junge Blätter sind braun filzig behaart. Die Blättchen wachsen in 60 bis zu 150 Paaren in einem Winkel von 45°. Sie sind ausgewachsen nicht glauk, gerade oder mehr oder weniger sichelförmig gebogen, 10 bis 20 Zentimeter lang und 0,4 bis 0,7 Zentimeter breit, ledrig und auf der Unterseite spärlich flaumig behaart. Die Blättchenbasis ist herablaufend, die Ränder stark nach unten eingerollt, das Ende zugespitzt und stechend. Die Niederblätter sind dreieckig, 4 bis 5 Zentimeter lang und 1,5 bis 2,3 Zentimeter breit, dicht filzig behaart und zugespitzt.
Der Japanische Sagopalmfarn ist zweihäusig. Die Pollenzapfen männlicher Blüten sind blassgelb, eiförmig-zylindrisch, 30 bis 60 Zentimeter lang und haben einen Durchmesser von 8 bis 15 Zentimeter. Die Mikrosporophylle sind schmal keilförmig, 3,5 bis 6 Zentimeter lang und 1,7 bis 2,5 Zentimeter breit. Die Megasporophylle der weiblichen Blüten sind gelb bis blassbraun, 14 bis 22 Zentimeter lang, dicht filzig behaart und haben einen 7 bis 12 Zentimeter langen Stiel. Die unfruchtbaren Blätter sind eiförmig bis schmal-eiförmig, 6 bis 11 Zentimeter lang und 4 bis 7 Zentimeter breit, tief geschlitzt mit 21 bis 35 ein bis drei Zentimeter langen Lappen. Auf jeder Seite des Stiels werden zwei oder drei, dicht blassbraun und filzig behaarte Samenanlagen gebildet. Die meist zwei bis selten fünf Samen sind orangefarben bis rot, verkehrt eiförmig oder ellipsoid, etwas zusammengedrückt, 3 meist 4 bis 5 Zentimeter lang, 2,5 bis 3,5 Zentimeter breit und spärlich behaart. Sie haben eine fleischige Außenhaut, eine harte Mittelschicht und ein fleischig-mehliges Nährgewebe. Die Bestäubung erfolgt von Mai bis Juli, die Samen reifen von September bis Oktober.
Die Chromosomenzahl beträgt 2n = 22, selten 20.

## Verbreitung und Ökologie
Das natürliche Verbreitungsgebiet liegt in Japan auf Kyūshū und den Ryūkyū-Inseln und in China in der Provinz Fujian. Man findet die Art in Japan von Meereshöhe bis in Höhen von 300 Metern. Sie wächst meist auf steilen bis abschüssigen, steinigen Hängen auf Kalkstein-Klippen oder auf Felsen entlang der Küste, doch trat sie früher auch in flachen Gebieten auf, die inzwischen gerodet wurden. Man findet sie manchmal auch in niedrigen, dichten Wäldern an sehr schattigen Standorten. In China wächst der Japanische Sagopalmfarn in Dickichten meist auf vorgelagerten Inseln, seltener am Festland in 100 bis 500 Metern Höhe.

## Gefährdung und Schutz
Der Japanische Sagopalmfarn wurde im Jahr 2010 von der IUCN in der Roten Liste als nicht gefährdet (Least Concern) eingestuft. Obwohl die Bestände im gesamten Verbreitungsgebiet zurückgehen, ist die Art in Japan recht häufig und es dürfte mehrere Hunderttausend Exemplare geben. Die Vorkommen gelten als stabil. In China war sie im Osten der Provinz Fujian weit verbreitet, doch wurden die Bestände stark genutzt und der Lebensraum zerstört. Noch in den 1960er-Jahren gab es vereinzelte Vorkommen, es ist jedoch unklar, ob es noch heute natürliche Bestände in China gibt.

## Systematik und Etymologie
Der Japanische Sagopalmfarn (Cycas revoluta) ist eine Art aus der Gattung der Sagopalmfarne (Cycas), der einzigen Gattung der Familie Cycadaceae. Sie wurde 1782 als zweite Art der Gattung Cycas von Carl Peter von Thunberg erstbeschrieben. Sie unterscheidet sich von anderen Arten der Gattung durch die gekielten, steifen Laubblätter, die dicht stehenden, steifen und schmalen Blättchen mit deutlich nach unten gebogenen Rändern und die filzig behaarten Samenanlagen. Synonyme der Art sind Cycas inermis Oudem., Cycas miquelii Warb. und Epicycas miquelii (Warb.) de Laub.
Der Gattungsname Cycas wurde von Carl von Linné gewählt und leitet sich wahrscheinlich vom griechischen koikas bzw. in der Einzahl koix ab, das ein Palmengewächs aus Ägypten bezeichnete. Das Artepitheton revoluta stammt aus dem Lateinischen und bedeutet „zurückgerollt“ oder „eingerollt“ und verweist damit auf die an den Rändern nach unten gebogenen Fiederblättchen.

## Verwendung
Der Japanische Sagopalmfarn ist aufgrund seines Aussehens, der Winterhärte und seiner Anpassungsfähigkeit die am häufigsten kultivierte Art der Palmfarne (Cycadales). Man findet ihn beispielsweise häufig als Zierpflanze in den Gärten am Mittelmeer. Alle Teile sind wie bei anderen Sagopalmfarnen giftig. Die Samen und der Stamm können jedoch durch Rösten und Auslaugen entgiftet werden und sind dann essbar. Die Blätter haben einen hohen Gehalt an Stickstoffverbindungen und werden auf den Ryūkyū-Inseln als Düngemittel verwendet. Getrocknete und oftmals auch gefärbte Blätter werden zu Kränzen verarbeitet oder als Sargdekoration verwendet.